# 保羅·奎因
保羅·奎因（英語：Paul Quinn；1985年7月21日—）是一位蘇格蘭足球運動員。在場上的位置是中後衛。他現在效力於蘇格蘭足球超級聯賽球隊阿伯丁足球俱樂部。

## 外部連結
- 足球数据库：保羅·奎因的球员统计数据
- Soccerway資料庫：保羅·奎因